# أسامة عبد الرزاق الهيتي
أسامة عبد الرزاق حمادي الهيتي هو مهندس نفط عراقي عمل في قطاع تنفيذ المشاريع الصناعية منذ بداية السبعينات.
وأصبح وزيرا لوزارة النفط العراقية للفترة 27 أيار 1991 وحتى 5 أيلول 1993 خلفا لحسين كامل حسن الذي كان وزيرا للنفط بالوكالة قبلها، خلفه بالمنصب صفاء هادي جواد الحبوبي.
ولد أسامة في بغداد، وتخرج من الإعدادية المركزية فيها، ودرس هندسة البترول في الولايات المتحدة الأمريكية.